# Итиеш
Итиеш — древнеегипетский фараон додинастического периода, правивший Нижним Египтом в конце 4-го тысячелетия до н. э. и условно относящийся к нулевой династии.
Он известен только из Палермского камня, до сих пор нет ни одного другого свидетельства о его личности. Его имя переводится как «Завоеватель земель».